# Верхній Курп
Верхній Курп (рос. Верхний Курп) — село у Терському районі Кабардино-Балкарії Російської Федерації.
Орган місцевого самоврядування — сільське поселення Верхній Курп. Населення становить 1563 особи.

## Історія
Згідно із законом від 27 лютого 2005 року органом місцевого самоврядування є сільське поселення Верхній Курп.

## Населення
| 1926  | 2002  | 2010  | 2012  | 2013  | 2014  | 2015  |
| ----- | ----- | ----- | ----- | ----- | ----- | ----- |
| 2938  | ↘1593 | ↘1563 | ↘1535 | ↘1514 | ↘1495 | ↘1494 |
| 2016  | 2017  | 2018  | 2019  | 2020  |       |       |
| ↘1481 | ↘1473 | →1473 | ↘1470 | ↘1461 |       |       |